# Homer (Alaska)
Homer – miasto w Stanach Zjednoczonych, w stanie Alaska, położone na półwyspie Kenai, nad zatoką Kachemak (odnoga Zatoki Cooka).

## Demografia
W 2008 liczyło 5801 mieszkańców. W 2023 liczba mieszkańców wzrosła do 6040 osób, a gęstość zaludnienia do 104 osób/km².

## Transport
W mieście znajduje się port lotniczy Homer.